# Deutsche Tischtennis-Meisterschaft 1984
Die 52. nationale Deutsche Tischtennis-Meisterschaft fand vom 9. bis 11. März 1984 in Hannover in der Stadionsporthalle statt.
Peter Engel wurde erstmals Deutscher Meister im Herreneinzel, was in Fachkreisen als Sensation gewertet wurde. Am erfolgreichsten war Susanne Wenzel, die ihren Vorjahrestitel sowohl im Einzel als auch im Doppel mit Anke Olschewski verteidigte. Die Brüder Georg und Josef Böhm holten Gold im Doppel. Die Sieger im Mixed, Cornel Borsos und Andrea Mann standen erstmals bei einer Deutschen Meisterschaft auf dem Treppchen.
| Platz | Herreneinzel   | Dameneinzel        | Herrendoppel                    | Damendoppel                        | Mixed                               |
| ----- | -------------- | ------------------ | ------------------------------- | ---------------------------------- | ----------------------------------- |
| 1     | Peter Engel    | Susanne Wenzel     | Georg Böhm/Josef Böhm           | Susanne Wenzel/Anke Olschewski     | Cornel Borsos/Andrea Mann           |
| 2     | Ralf Wosik     | Kirsten Krüger     | Wilfried Lieck/Manfred Nieswand | Annette Greisinger/Kirsten Krüger  | Ralf Wosik/Anke Olschewski          |
| 3     | Georg Böhm     | Anke Olschewski    | Heiner Lammers/Peter Engel      | Sabine Bötcher/Monika Kneip-Stumpe | Hans-Joachim Nolten/Margit Freiberg |
| 3     | Peter Stellwag | Annette Greisinger | Ralf Wosik/Cornel Borsos        | Margit Freiberg/Agnes Simon        | Michael Krumtünger/Annette Mausolf  |

In den Einzelwettbewerben wurden drei Gewinnsätze ausgespielt, in den Doppelwettbewerben dagegen nur zwei Gewinnsätze. 

## Wissenswertes
- 3000 Zuschauer verfolgten am letzten Spieltag das Geschehen.
- Susanne Wenzel verlor in diesem Turnier keinen Satz, weder im Einzel noch im Doppel. Im Mixedwettbewerb trat sie nicht an.
- Wegen einer Verletzung sagte die Düsseldorferin Rosi Seidler ihre Teilnahme ab. Dafür rückte ihre Mannschaftskameradin Andrea Mann nach und gewann auf Anhieb den Titel im Mixed.
- Die Doppelsieger Gebrüder Böhm spielten bisher in der Bundesliga jeweils mit anderen Partnern. Allerdings hatten sie zusammen Ende der 1970er Jahre zweimal die rumänische Meisterschaft gewonnen.